# Assassinats a La Rochelle
Assassinats a La Rochelle és un telefilm francès dirigit per Étienne Dhaene, emès per primera vegada a Bèlgica, el 20 de setembre de 2015 a La Une, i a França el 14 de novembre a France 3. Forma part de la col·lecció Assassinats a.... S'ha doblat al català per TV3.
El rodatge va tenir lloc a la Charanta Marítima, concretament a Angoulins, Châtelaillon-Plage, Ròchafòrt i La Rochelle el març i abril de 2015.

## Sinopsi
A La Rochelle, el cadàver d'un home de negocis apareix a la torre de Sant Nicolau. L'home havia estat penjat i duia escrita la lletra a al front. Molt ràpidament, l'assassinat recorda la mort de monjos catòlics del segle xvii. El capità Raphaël Weiss s'encarrega de la investigació, però ha de col·laborar amb la comandant Justine Balmont, de la policia de Bordeus, la seva pròpia filla.

## Repartiment

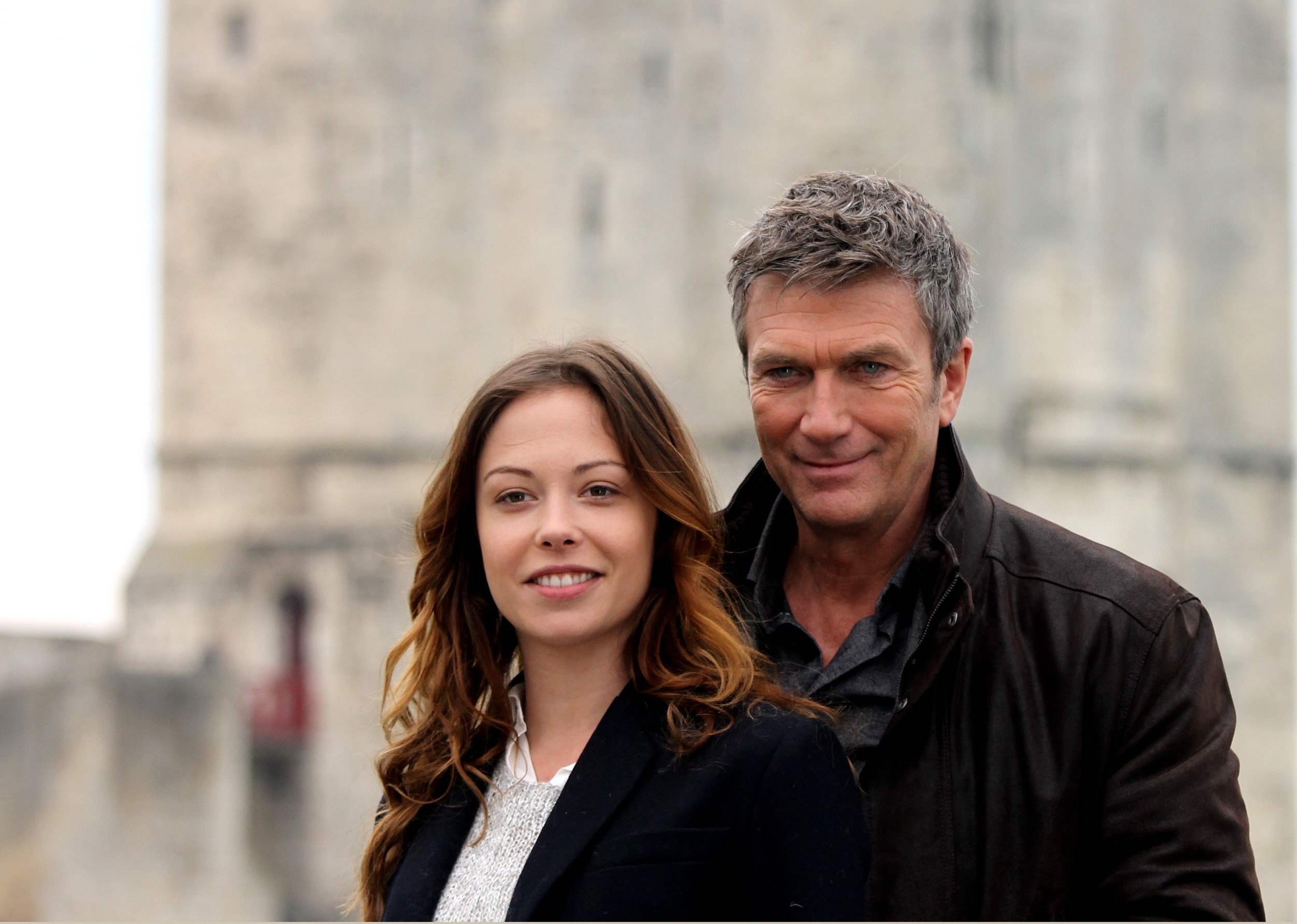
Dounia Coesens i Philippe Caroit en un rodatge.

- Philippe Caroit: capità Raphaël Weiss
- Dounia Coesens: comandant Justine Balmont
- Guillaume Denaiffe: tinent Théo Gosselin
- Lucie Jeanne: Adèle Fabian, la fiscal
- Valérie Kaprisky: Alexandra Larcher
- Smaïl Mekki: Marwan Brakimi
- Laurent Olmedo: Francis Morange
- Laurent Spielvogel: Monseigneur Vergel
- Jérémie Covillault: Père Charrier
- Frédéric Pellegeay: Philippe Jourdan
- Astrid Roos: Candice Larcher
- David Brécourt: Antoine Morange
- Katherine Erhardy: Suzanne Haudebourg
- Cyril Aubin: Daniel Jourdan
- Sébastien Blanc: empleat de la torre
- Pierre Renverseau: propietari del bar